# Подвійний прорахунок
«Подві́йний прораху́нок» (англ. Double Jeopardy) — фільм режисера Брюса Бересфорда, який вийшов на екрани 1999 року.

## Сюжет
У Ніка красива дружина Лібі та син Метті. В нього гарний будинок на березі моря — про що можна ще мріяти? Та раптом, він дізнається що він банкрут. Дружина нічого не знає про це. Нік вирішує подарувати своїй жінці яхту, вона дуже зраділа.
Вони разом виходять в море, випивають, кохаються. Іншого дня Лібі прокидається вся у крові, навколо все також у крові.
Вийшовши на палубу Лібі знаходить ніж, саме в цей момент з'являться берегова охорона та наказує, щоб Лібі кинула ніж.
Невдовзі Лібі звинуватили у вбивстві чоловіка. Суд засудив її до десяти років позбавлення волі. Приймаючи поспішне рішення, Лібі вирішує віддати дитину на всиновлення, вчительці хлопчика — Енджі. Побувши трохи за ґратами, Лібі втрачає зв'язок з Енджі.
Проте згодом вона все-таки знайшла номер телефону Енджі, під час розмови з сином вона почула, як той гукнув тата, що увійшов до кімнати. Лібі зрозуміла, що її чоловік мерзотник, який її підставив. Дарма що вона намагалася довести, що її чоловік живий. Ніхто їй не повірив. Та Лібі не так легко зламати, вона взялася тренуватися маючи тільки одну мету — повернути собі сина. Нова подруга Лібі, в минулому адвокат, допомогла їй вийти з в'язниці. Лібі потрапила до притулку, в якому наглядають за колишніми в'язнями. Наглядач тут справляє враження суворого чоловіка. Він зрозумів, що син це слабке місце Лібі, яке невдовзі далося взнаки. Лібі проникла у школу, в якій навчався її син, намагаючись здобути адресу Енджі. Як тільки Лібі відчинила шафку з записами про вчителів, появилися копи. Лібі знайшла запис з адресою Енджі, і спробувала накивати п'ятами, та її спіймали. ЇЇ наглядач Тревіс забрав жінку з відділку поліції, щоб відправити її назад за ґрати.
По дорозі вони заїхали на пором, щоб переправитися через річку. Скориставшись нагодою, Лібі втікає з порому, викравши у Тревіса пістолет. Вона має тільки одну мету ― повернути собі сина. Вона з'ясувала, що її чоловік вбив Енджі, а після цього й де мешкає Нік. Увесь час її переслідує Тревіс. З'ясувавши, що Нік змінив ім'я і тепер є власником готелю і що він влаштовує холостяцькі торги,
Лібі з'явилася на цих торгах, виграла їх і своєю появою зробила сюрприз Ніку. Вона пригрозила Ніку, вимагаючи повернути їй сина. На наступний день вона йому зателефонувала, щоб призначити зустріч на цвинтарі. Та Нік її переграв, зачинивши в труні.
Нажахана Лібі опритомніла в компанії з покійницею. Та це її не зупинило, вона дістала пістолет, продірявила труну, таким способом звільнилася з пастки. Після цього її знайшов Тревіс і вона поплакала в нього на плечі, це його напевно розчулило і він допоміг їй поквитатись з кривдником. Отже, Тревіс прийшов до Ніка, заявивши, що він з'ясував, що він не той, за кого себе видає. Той запропонував йому хабар, а на запитання, що робити з Лібі, Нік відповів: «Вона мертва, вона похована. Це не проблема». В цей момент з'явилася Лібі, і після сутички з Ніком вони з Тревісом зрештою його вбили. Лібі зустрілася з сином, він її впізнав і жили вони собі поживали і горя не знали.

## У фільмі знімалися
| Актор              | Роль          |
| Ешлі Джад          | Лібі Парсонс  |
| ------------------ | ------------- |
| Томмі Лі Джонс     | Тревіс Леман  |
| Брюс Грінвуд       | Нік Парсонс   |
| Аннабет Гіш        | Енджі         |
| Мішель Стеффорд    | Сюзанна Монро |
| Спенсер Тріт Кларк | Метті Персон  |

## Пов'язані джерела
http://www.imdb.com/title/tt0150377/